# Cambridge Cannons
"De Cambridge Cannons" is een zwerkbalclub uit de Harry Potterboeken. Ron Wemel, de beste vriend van Harry Potter, is een fan van deze club. Hoewel ze vroeger de beste waren, eindigen de Cambridge Cannons  in de competitie steevast als laatste, dit gaat in alle boeken door en is een paar maal mikpunt van spot.
J.K. Rowling heeft aangegeven dat de Cambridge Cannons niet snel betere prestaties zullen leveren, maar dat dan het gehele team moet worden vervangen.